# Madeleine Bernasconi

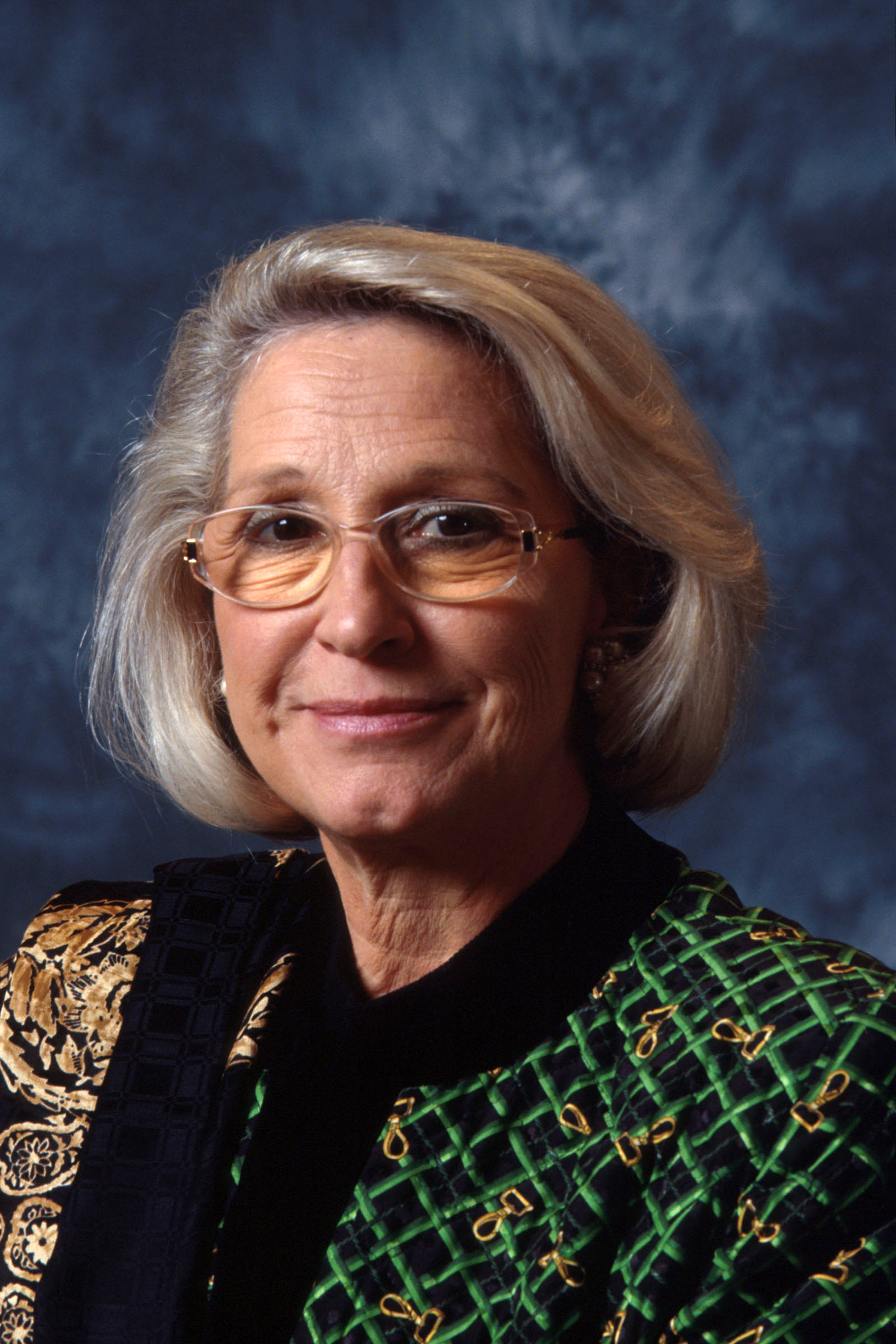
Madeleine Bernasconi

Madeleine Bernasconi (* 15. September 1939 in Genf; heimatberechtigt in Novazzano) ist eine Schweizer Politikerin (FDP). Sie war von 1999 bis 2003 Mitglied des Nationalrats.

## Leben

### Herkunft und Beruf
Bernasconi stammt aus einer luzernisch-freiburgischen Familie und ist in Genf geboren. Mit ihrem aus dem Kanton Tessin stammenden Ehemann und der Familie zog sie in den 1960er-Jahren nach Meyrin. Sie war als Samariterin tätig – zunächst ehrenamtlich, danach als Instruktorin und ab 1977 beruflich. Später wechselte sie in die Bankbranche. 1997 wurde sie für ein Jahr Chefin des Zivilschutzes im Kanton Genf.

### Politik
Bernasconi wurde 1987 für die FDP ins Stadtparlament von Meyrin gewählt. 1990 wurde sie Mitglied der Exekutive von Meyrin. 1992 übernahm sie das Präsidium der Kantonalpartei. Von 1997 bis 1999 war sie Mitglied des Grossen Rats. Bei den Wahlen 1999 wurde sie in den Nationalrat gewählt. 2003 trat sie nicht mehr an. Im selben Jahr schied sie auch aus der Exekutive von Meyrin aus. 
In der FDP gehörte sie zum linken Parteiflügel.